# Воздвиженка (Архангельский район)
Воздвиженка — упразднённая деревня в Архангельском районе Республики Башкортостан России. Упразднён в 1981 году. На год упразднения входил в состав Краснокуртовского сельсовета.

## География
Располагался на левом берегу реки Курт между деревнями Шакировка и Успенка.

## История
В 1920-х годах деревня Воздвиженка входила в состав Архангельской волости Уфимского кантона.
В 1950-х годах село Воздвиженка являлось центром Красно-Куртовского сельсовета Архангельского района. В справочнике 1969 года Воздвиженка значится уже как деревня в составе Краснокуртовского сельсовета (центром сельсовета стала Шакировка).
Деревня была упразднена указом Президиума ВС Башкирской АССР от 23.07.1981 № 6-2/229 «Об исключении некоторых населенных пунктов из учётных данных по административно-территориальному делению Башкирской АССР» «в связи с переселением жителей и фактическим прекращением существования». Вместе с Воздвиженкой ликвидировали пос. Рождественский того же Краснокуртовского сельсовета.

## Население
По данным переписи 1920 года, в деревне было 27 дворов и 180 жителей (97 мужчин и 83 женщины); преобладающая национальность — русские.

## Известные уроженцы, жители
В деревне родился лауреат Государственной премии СССР Николай Васильевич Матвеев (1929—1985).